# Heathen (álbum)
Heathen é o vigésimo segundo álbum de estúdio do músico inglês David Bowie, lançado em 11 de junho de 2002. Foi considerado uma volta de Bowie ao mercado estadunidense, pois alcançou a maior posição nas paradas do país (n°14) desde Tonight, de 1984. O disco também recebeu resenhas positivas. A BBC disse que a faixa-título "mostra que Bowie ainda pôde compor, de modo tranquilizador, diretamente, afetando o pop com uma inclinação muito individual, mais de trinta anos após ter começado." Mundialmente, o álbum vendeu mais de dois milhões de cópias e se manteve durante quatro semanas nas paradas britânicas. Embora sua produção tenha se iniciado antes dos ataques de 11 de setembro de 2001, o álbum foi finalizado antes desta data. Dessa forma, os ataques influenciaram o conceito e os temas do álbum.

## Produção e gravação
Heathen marcou a volta do produtor Tony Visconti, que co-produzira (com o próprio Bowie) vários álbuns clássicos do cantor. O último álbum que Visconti co-produzira foi Scary Monsters, em 1980. Este foi também o primeiro álbum de Bowie, desde os da banda Tin Machine, a não contar com o guitarrista Reeves Gabrels.
Originalmente, Bowie gravara o álbum Toy, que seria lançado em 2000 ou 2001. Este álbum deveria incluir algumas canções novas e remakes de outras dos anos 1960, pouco conhecidas. Embora Toy permaneça oficialmente não lançado, algumas de suas faixas - incluindo "Afraid" e "Slip Away" (então chamada de "Uncle Floyd") - estão em Heathen. Algumas canções regravadas de Toy foram lançadas como Lados B de singles de Heathen.
Heathen tem as participações de Peter Townshend, guitarrista do The Who (que já tocara guitarra para Bowie na canção "Because You're Young", de Scary Monsters), Dave Grohl, frontman do Foo Fighters, Jordan Rudess, tecladista do Dream Theater, Tony Levin, baixista do King Crimson, e a pianista Kristeen Young. A faixa "I Took a Trip on a Gemini Spaceship" contém a nota mais baixa já cantada por Bowie num álbum (G1).

## Estilo e temas
Embora muitas canções do álbum tenham sido escritas para Toy e algumas sejam covers, biógrafos, e críticos, na época, afirmaram que Heathen trata das impressões de Bowie sobre os ataques de 11 de setembro. As letras de faixas como "Slow Burn", "Afraid", "A Better Future" e "Heathen (The Rays)" focam na degradação da humanidade e do mundo, lembrando o álbum The Rise and Fall of Ziggy Stardust and the Spiders from Mars e a canção "Five Years".

Escrevendo sobre a conexão entre o álbum e o 11 de setembro, o escritor Dave Thompson disse:
| Críticas profissionais                                                      | Críticas profissionais |
| Avaliações da crítica                                                       | Avaliações da crítica  |
| Fonte                                                                       | Avaliação              |
| --------------------------------------------------------------------------- | ---------------------- |
| Allmusic                                                                    | [ 7 ]                  |
| Blender                                                                     | [ 8 ]                  |
| The Music Box                                                               | [ 9 ]                  |
| NME                                                                         | [ 10 ]                 |
| Pitchfork Media                                                             | (7.8/10)               |
| Robert Christgau                                                            | (C+)                   |
| Rolling Stone                                                               | [ 13 ]                 |
| Esta tabela precisa de ser acompanhada por texto em prosa. Consulte o guia. |                        |

Embora possamos provavelmente dar créditos a nada menos espiritual que a cobertura saturada da televisão pelos seus impactos, o 11 de setembro permanece sendo o evento mais ressonante na história recente do mundo para muitas pessoas, inflamando tantos pensamentos, medos e conflitos nas mentes daqueles que o testemunharam que, até hoje, pessoas que nuca foram aos EUA podem se sentir relacionadas àqueles 102 minutos aterrorizantes. Na época, e ao longo dos meses de incerteza que se seguiram, a necessidade dessa relação era mais evidente ainda. Heathen parecia entender como as pessoas se sentiam. As pessoas, então, sentiram automaticamente a necessidade de entender Heathen e, de todos os álbuns de Bowie dos anos 90 e de antes, o disco permanece como aquele que é mais frequentemente escolhido como seu melhor, porque é certamente sua obra mais direta. Até Tony Visconti se referiu ao álbum como seu magnum opus: "Eu falei para ele, 'Isso está mais para uma sinfonia.'"
Bowie negou ter escrito qualquer uma das canções após setembro de 2001, embora tenha admitido que as canções tratam de um sentimento de ansiedade que ele teve nos EUA por muitos anos, acrescentando: "não é improvável que você tenha um sentimento de angústia em tudo que é gravado em Nova York ou por nova-iorquinos." Numa entrevista de 2003, ele também disse: "O álbum foi escrito como algo profundamente questionador. É claro, tinha um pé naquele evento horrível de setembro. Então foi um álbum bastante traumático para se finalizar. Há uma sugestão disso, mas não é uma tentativa de resolver qualquer trauma. [O 11 de setembro] realmente afetou a mim e à minha família. Vivemos aqui [em Nova York]."
O álbum contém covers de três canções: "Cactus", do Pixies, "I've Been Waiting For You", de Neil Young (que também foi gravada pelo Pixies, como Lado B do single "Velouria", em 1990), e "I Took a Trip on a Gemini Spaceship", de Norman Odam, também conhecido como o Legendary Stardust Cowboy, uma inspiração para Ziggy Stardust, personagem de Bowie de 1972. "I've Been Waiting for You" e "I Took a Trip on a Gemini Spaceship" faziam parte de uma lista que Bowie fizera nos anos 1970 para o álbum Pin Ups 2, que nunca foi gravado.

## Videoclipes
Bowie, que tinha 55 anos à época do lançamento do álbum, disse: "Sou muito realista. Chega uma certa idade em que você não aparece mais [na TV]. Os jovens têm de matar os velhos... É assim que funciona a vida... É assim que funciona a cultura." Por isso, não seriam feitos videoclipes para o álbum.
Apesar disso, um videoclipe de "Slow Burn" foi publicado no canal oficial de Bowie no YouTube em 23 de março de 2011. O vídeo mostra Bowie, vestido de branco, cantando a faixa numa cabine de um estúdio de gravação. Há uma menina perambulando pela sala de controles, que está escurecida, e ocasionalmente mexendo nos equipamentos e na mesa de mixagem. O vídeo contém uma versão editada da canção e a direção é de Gary Koepke.

## Performances ao vivo
Para a promoção do álbum, Bowie realizou a Heathen Tour na segunda metade de 2002.

## Versões alternativas
Um remix da faixa "Everyone Says 'Hi'" parece no jogo Amplitude, de PlayStation 2.
Em 2011, a banda britânica Films of Colour lançou um cover de "Slow Burn"."I've Been Waiting for You".
A canção "Sunday" foi tocada nos shows das turnês Heathen Tour e A Reality Tour. Uma versão ao vivo foi gravada no Point Theatre, em Dublin, em novembro 2003 e incluída no DVD A Reality Tour. Um remix de Moby está presente no CD bônus da versão de dos CDs de Heathen, e um remix de Tony Visconti foi lançado na versão europeia dos singles "Everyone Says 'Hi'" e "I've Been Waiting for You".
Um número limitado de cópias de Heathen foi lançado no formato SACD, com versões um pouco maiores de cinco faixas.

## Faixas
Todas as canções foram escritas por David Bowie exceto as indicadas abaixo:
- 1. "Sunday" – 4:45
- 2. "Cactus" (Black Francis) – 2:54
- 3. "Slip Away" – 6:05
- 4. "Slow Burn" – 4:41
- 5. "Afraid" – 3:28
- 6. "I've Been Waiting for You" (Neil Young) – 3:00
- 7. "I Would Be Your Slave" – 5:14 "I Would Be Your Slave" - 5:14
- 8. "I Took a Trip on a Gemini Spaceship" (Norman Carl Odam) – 4:04
- 9. "5:15 The Angels Have Gone" – 5:00 "
- 10. " Everyone Says 'Hi' " – 3:59
- 11. " A Better Future " – 4:11
- 12. " Heathen (The Rays)" – 4:16

+ " Wood Jackson " (Faixa bônus da edição japonesa)

### Bônus da edição limitada
- 1. "Sunday" (Moby Remix) – 5:09
- 2. "A Better Future" (Remix by Air) – 4:56
- 3. "Conversation Piece" (escrita em 1969, gravada em 1970, regravada 2000) – 3:51
- 4. "Panic in Detroit" (lançado em Aladdin Sane em 1973) - 2:57

## Créditos
- David Bowie – vocais, teclado, guitarra, saxofone, stylophone, backing vocals, bateria
- Tony Visconti – baixo, guitarra, flauta doce, arranjos de corda, backing vocals
- Matt Chamberlain – bateria, programação de loops de bateria, percussão
- David Torn – guitarra, loops de guitarra, Omnichord
- O Quarteto Scorchio:
  - Greg Kitzis – 1° violino
  - Meg Okura – 2° violino
  - Martha Mooke – viola
  - Mary Wooten – violoncelo

Créditos adicionais
- Carlos Alomar – guitarra
- Sterling Campbell – bateria, percussão
- Lisa Germano – violino
- Gerry Leonard – guitarra
- Tony Levin – baixo
- Mark Plati – guitarra, basixo
- Jordan Rudess – teclado
- The Borneo Horns:
  - Lenny Pickett
  - Stan Harrison
  - Steve Elson
- Kristeen Young – vocais, piano
- Pete Townshend – guitarra em "Slow Burn"
- Dave Grohl – guitarra em "I've Been Waiting for You"[5]
- Brian Rawling e Gary Miller – co-produtores com Bowie em "Everyone Says 'Hi'"
- Mark Plati – co-produtor com Bowie em "Afraid"

Créditos de design
- Jonathan Barnbrook – design
- Markus Klinko e Indrani Pal-Chaudhuri – fotografia
- GK Reid – estilo

## Paradas
Álbum
| Ano  | Parada              | Posição |
| ---- | ------------------- | ------- |
| 2002 | Danish Album Charts | 1       |
| 2002 | French Album Charts | 3       |
| 2002 | German Album Charts | 3       |
| 2002 | Norway Album Charts | 2       |
| 2002 | UK Albums Chart     | 5       |
| 2002 | Billboard 200       | 14      |